# Лижмозеро
Ли́жмозеро (карел. Ližmjärvi) — деревня в составе Гирвасского сельского поселения Кондопожского района Республики Карелия, комплексный памятник истории.

## География
Расположена на северо-западном берегу озера Лижмозеро.

## История
Впервые в исторических документах ("Писцовая книга Обонежской пятины", 1496) в 1496 году.

## Население
| 2002 | 2009 | 2010 | 2013 |
| ---- | ---- | ---- | ---- |
| 2    | →2   | ↘1   | ↗2   |